# Yeah Yeah Yeahs
Yeah Yeah Yeahs és un grup de rock americà originari de Nova York. La seva música és una barreja de l'estil retro amb guitarres heavy rock i punk, sons artificials, crits i algunes "vocalizacions bluesy".

## Biografia
El grup va ser format el 2000 a Williamsburgh, Brooklyn, quan Karen O i Nick Zinner es van trobar en un bar novaiorquès. El seu primer àlbum va sortir el 2003, després que el grup hagués recorregut quasi totes les sales de concerts de New York. Escrigueren primer cançons folk (acústiques) abans de convèncer-se a ells mateixos que podrien formar un bon grup de rock and roll, art-punk, música per ballar- sleaze o el tipus de música que volgués el públic. Va ser quan Brian Chase (bateria), antic amic de l'escola de Karen, es va unir al grup.
Al principi de 2001, Yeah Yeah Yeahs edita el primer EP amb cinc títols a Teel Funhouse, estudis de Manhattan. Al mes de març, el grup tocà a Austin en Texas durant un festival de música; el seu show electrificant i les fetes de Karen i el seu amic estilista Christian Joy van fer que el grup aparegués l'endemà en les pàgines locals. A finals del mes de març del 2002, el grup va fer la gira per Europa de Jon Spencer Blues Explosion, per primera vegada. A finals del mateix 2002, el NME va proclamar el seu EP número dos de la llista de singles.
A Brooklyn, el Yeah Yeah Yeahs (YYYs) comencen a gravar el primer àlbum. Això va durar més temps del previst i van haver d'anul·lar el seu concert en el Reading and Festival de Leeds. Van retornar de gira amb Jon Spencer Blues Explosion i Sleater-Kinney a l'octubre i al setembre. YYYs ja havien acabat el seu album, batejat per Alan Moulder, que va debutar a Londres el 2003.
La banda deu gran part del seu èxit a l'excèntrica cantant Karen O. El videoclip del primer senzill va ser dirigit per Spike Jonze. En octubre del 2004, va eixir un DVD del grup, Tell me what rockers to swallow, compost pels vídeos, una entrevista donada pel grup i un concert del grup registrat en The Fillmore, en San Francisco.
El seu nou album, Show your bones, va eixir al març de 2006: un comentari fals va fer creure que l'àlbum estava dedicat a la vida del gat de Karen O.
La cantant Karen O deia sobre l'àlbum: "Hi ha alguna cosa dins de l'àlbum, com un corrent elèctric que passa per les cançons, il·luminant el seu interior, que fa riure, plorar, estremir-se o no... Però sobretot, l'àlbum Show your bones fa el mateix efecte, més o menys, que si posessis el dit dins d'un endoll".
Karen O, el bateria Brian Chase i el guitarrista NIck Zinner enregistraren aquest àlbum amb la productora Squeak E Clean i va ser batejat per Alan Moulder (My Bloody Valentine, Nine Inch Nails, Smashing Pumpkins, Marilyn Manson i The Cure).
El seu primer àlbum, Fever to tell, fou nominat pels Grammy com a millor àlbum de música alternativa, el videoclip Maps fou proposat per als MTV Music Video Awards com a "Best Art Direction" i "Best Cinematography". Fever to tell fou nomenat com millor àlbum pel New York Times.
El títol Gold Lion seria el primer single del segon àlbum.

## Discografia

### Àlbums
- 2002 : Fever to Tell
- 2006 : Show your bones
- 2009 : It's Blitz!

### EPs
- 2001 : Yeah Yeah Yeahs (5 temes)

### Singles
- 2002 : Machine
- 2003 : Date With the Night
- 2003 : Maps
- 2003 : Pin
- 2006 : Gold Lion
- 2006 : Turn Into
- 2006 : Cheated Hearts